# Carex purpureovaginata
Carex purpureovaginata är en halvgräsart som beskrevs av Johann Otto Boeckeler. Carex purpureovaginata ingår i släktet starrar, och familjen halvgräs. Inga underarter finns listade i Catalogue of Life.